# Investiture des rois des Pays-Bas

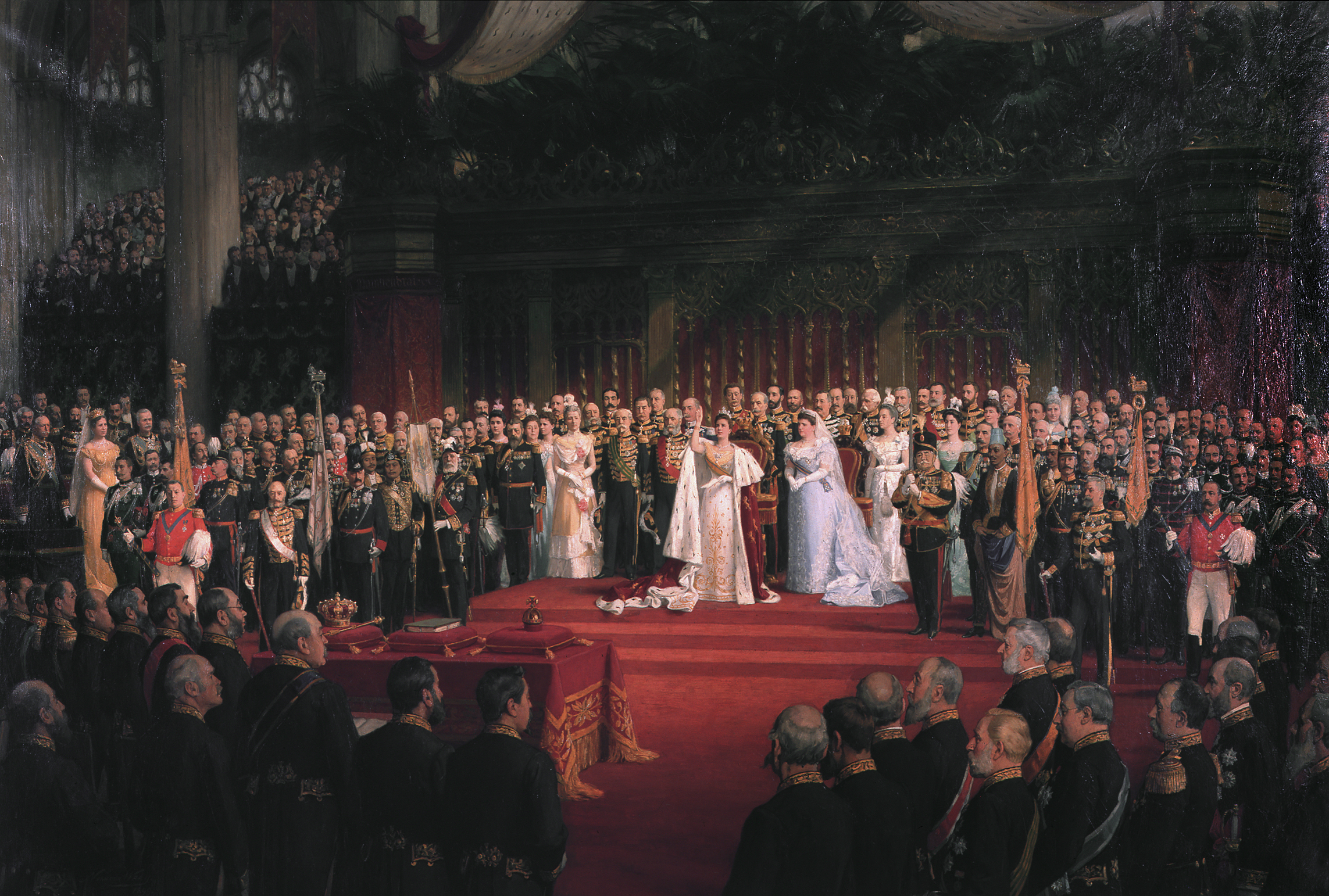
L'Investiture de la reine Wilhelmine, par Nicolaas van der Waay (1898).

Vous lisez un « bon article » labellisé en 2023.
L'investiture des rois des Pays-Bas (en néerlandais, inhuldiging van de koning van Nederland), aussi nommée intronisation des rois des Pays-Bas, est la cérémonie au cours de laquelle le nouveau souverain des Pays-Bas prête serment de fidélité à la Constitution, tel que l'exige l'article 32 de celle-ci. 
Elle a lieu dans la Nieuwe Kerk d'Amsterdam au cours d'une séance publique des Chambres réunies des États généraux, durant laquelle les parlementaires prêtent également serment de fidélité au roi. Preuve d'une volonté de collaboration entre les deux pouvoirs, elle n'a cependant aucune conséquence sur le plan légal ou constitutionnel et ne possède qu'un caractère déclaratif. De même, et au contraire du modèle belge, elle n'a aucune incidence sur la succession au Trône car le souverain obtient son titre royal dès la mort ou l'abdication de son prédécesseur.
Cette cérémonie s'accompagne d'une exposition de l'ensemble des regalia néerlandais, disposées à la vue du souverain et des spectateurs comme symboles de la monarchie. Mis à part le manteau royal, aucun n'est porté ou remis au souverain.

## Histoire
Les Pays-Bas sont l'un des rares exemples d'État républicain devenu une monarchie, transformation largement imposée par la France et le Royaume-Uni. En 1813, Guillaume d'Orange, héritier de la maison d'Orange-Nassau, débarque à Schéveningue et se voit proposer un titre royal qu'il refuse, craintif, pour prendre celui de « prince souverain » (Soeverein Vorst). Avec le congrès de Vienne, le pouvoir de Guillaume d'Orange est reconnu et même étendu aux provinces belges pour former un nouvel État destiné à servir de sentinelle contre la France : le royaume uni des Pays-Bas.
Prévue par la Constitution de 1815, la cérémonie d'investiture contient dès cette époque une prestation de serments réciproques entre le souverain et les représentants du peuple, qui rappelle la Joyeuse Entrée des ducs de Brabant, dont le principe était connu et accompli dans tous les territoires des Pays-Bas bourguignons. Le but de ces serments était aussi de mettre en place un nouveau système où le souverain ne règne qu'en vertu de son acceptation par la population (sans cependant d'idée de souveraineté populaire car le souverain reste choisi par la grâce de Dieu), interprété aujourd'hui comme l'expression de la volonté démocratique en faveur de la monarchie. Avec le temps, le contenu du serment a varié pour mettre plus ou moins d'emphase sur les droits et libertés de citoyens et le respect de la Constitution. La révision constitutionnelle de 1983 a même transmis au législateur le contenu exact du serment prêté lors de l'investiture, tel que l'indique aujourd'hui la Constitution des Pays-Bas.
Même si cela peut paraître paradoxal, la première investiture royale néerlandaise a lieu pour Guillaume Ier à Bruxelles car, selon la Constitution de l'époque, les intronisations doivent alternativement prendre place dans une ville du Nord et une ville du Sud du pays et que le roi a alors la volonté d'englober les nouvelles provinces dans son régime déjà constitué. La cérémonie se déroule dans la salle gothique de l'hôtel de ville de Bruxelles, et est précédée d'une lecture publique à voix haute de la Constitution (cette modalité a été demandée par les responsables belges, qui en usent par la suite pour la prestation de serment du roi des Belges Léopold Ier). Pourtant, la cérémonie déçoit beaucoup les nouveaux sujets : le discours royal en néerlandais devant les élites francophones amène spécialement une réception assez morose, et le peu d'investissement économique produit vite des sarcasmes parmi la population. Ainsi, alors que la foule s'attendait à recevoir des pièces d'argent à la fin de la cérémonie, les lancers de pièces en cuivre valent à Guillaume le surnom peu flatteur de « Koper Koning » (« roi de cuivre »). L'organisation de l'ensemble est supervisée par le Haut Conseil de la Noblesse (Hoge Raad van Adel) et inspirée par le baron Albert Carel Snouckaert van Schauburg, ancien maître de cérémonie de Louis Bonaparte.
Finalement, le déroulement de la cérémonie d'investiture actuelle prend sa forme définitive avec Guillaume II, en 1840, même si son déroulement est fortement critiqué à l'époque tant par les mouvements libéraux que catholiques. La même organisation est suivie pour la dernière investiture, celle du roi Willem-Alexander le 30 avril 2013.

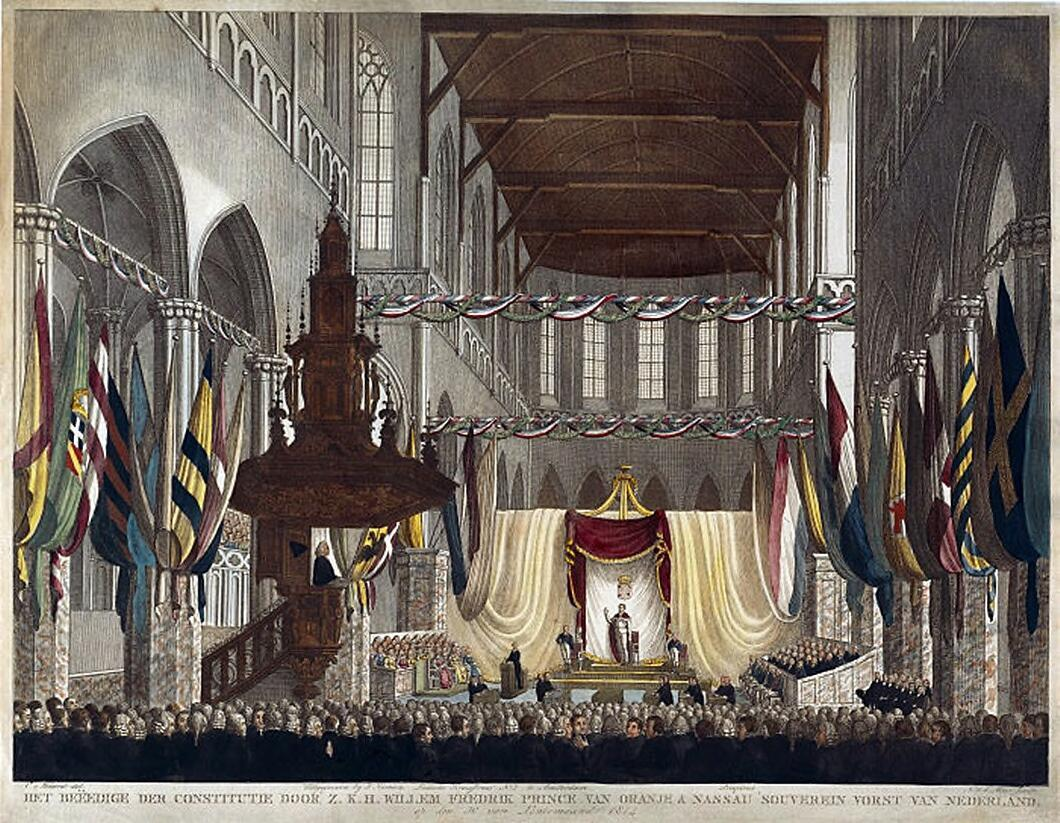
Guillaume Ier, le 30 mars 1814 en tant que prince souverain.
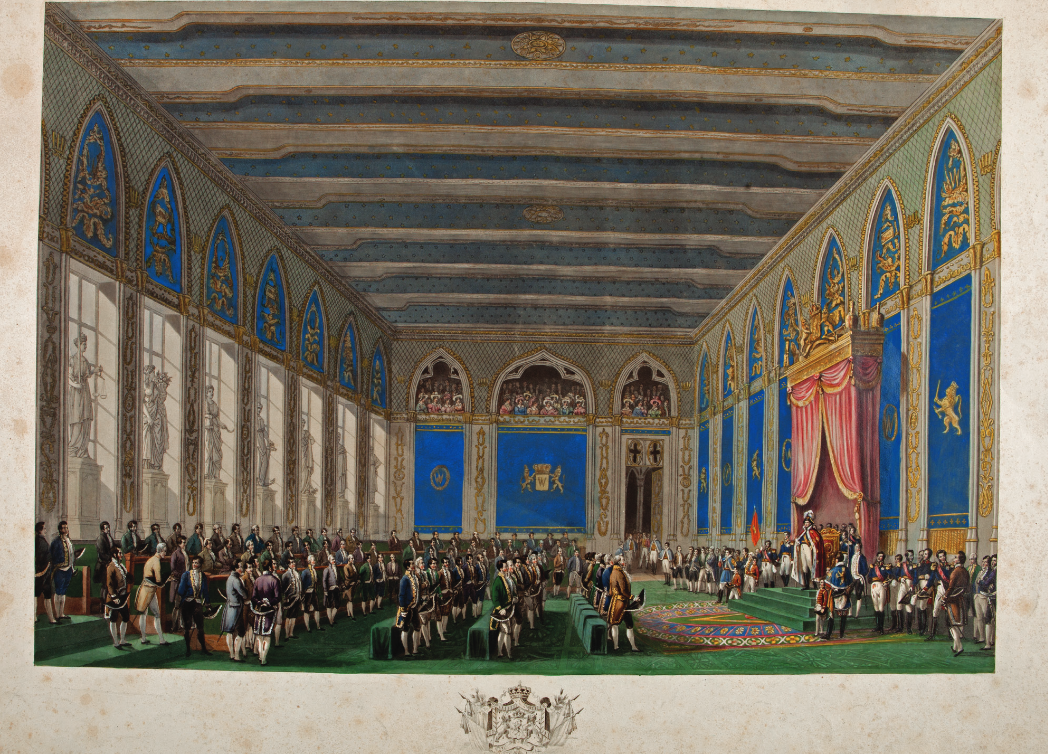
Guillaume Ier, le 21 septembre 1815 à Bruxelles en tant que roi des Pays-Bas.
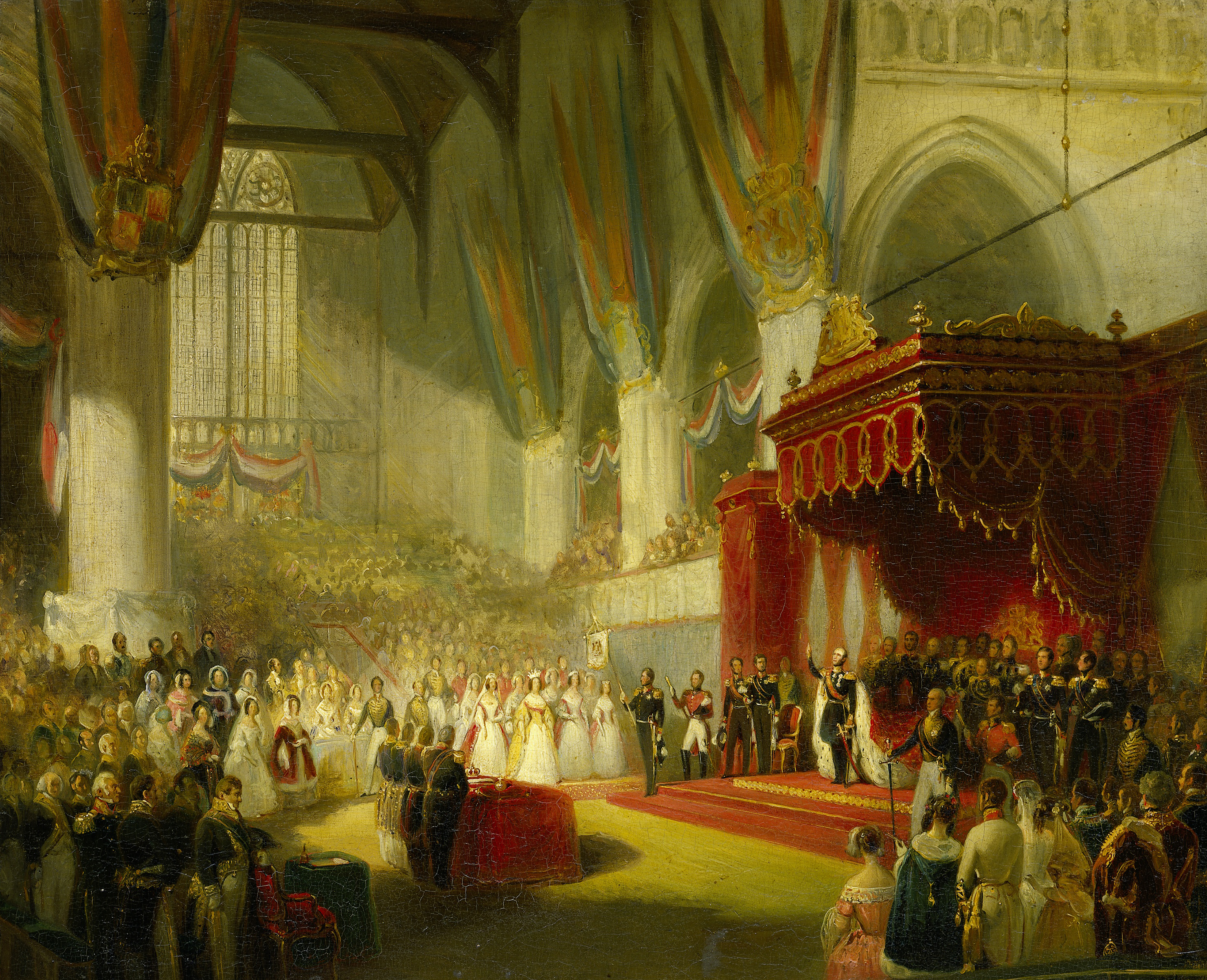
Guillaume II, le 28 novembre 1840[17].
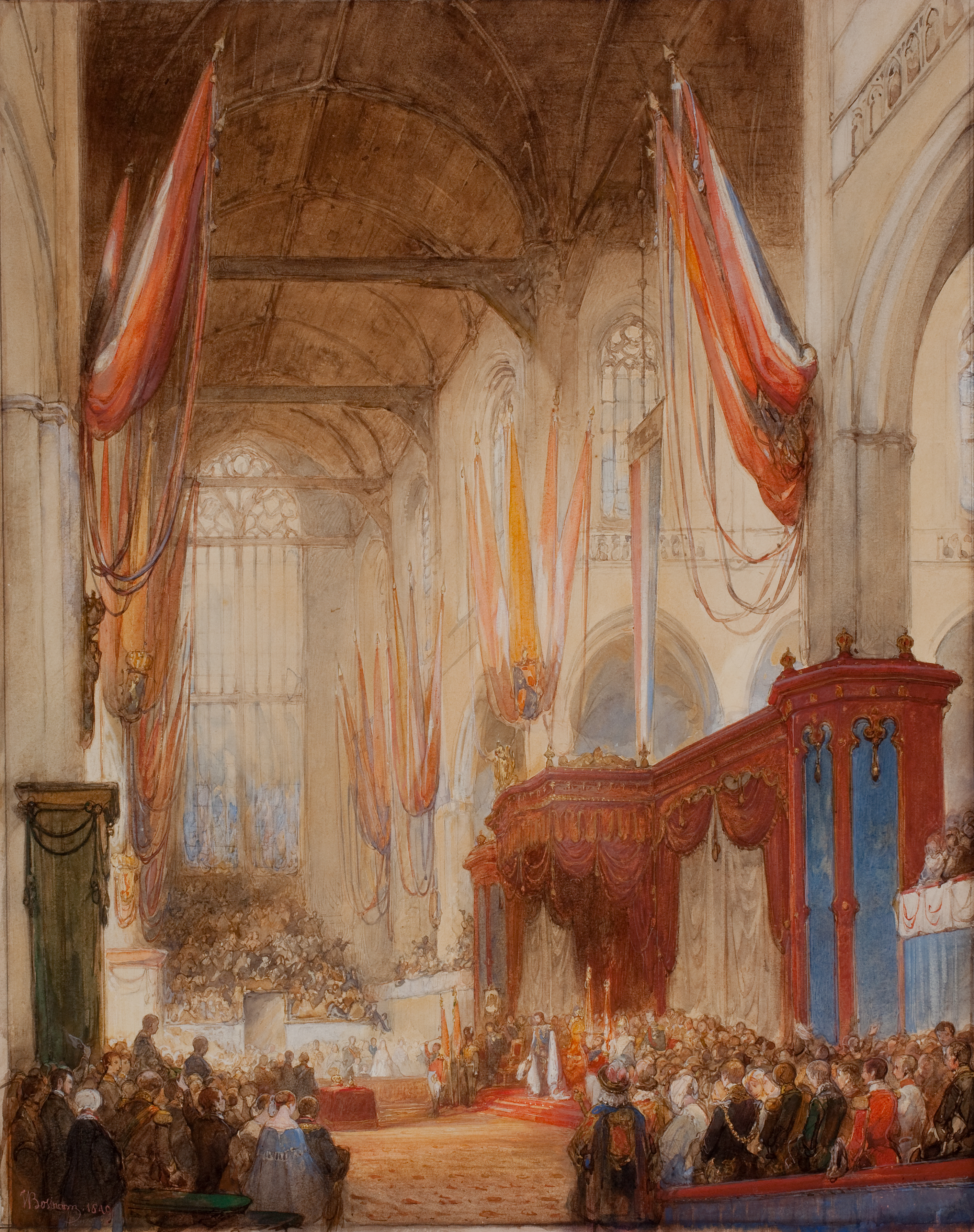
Guillaume III, le 12 mai 1849[18].
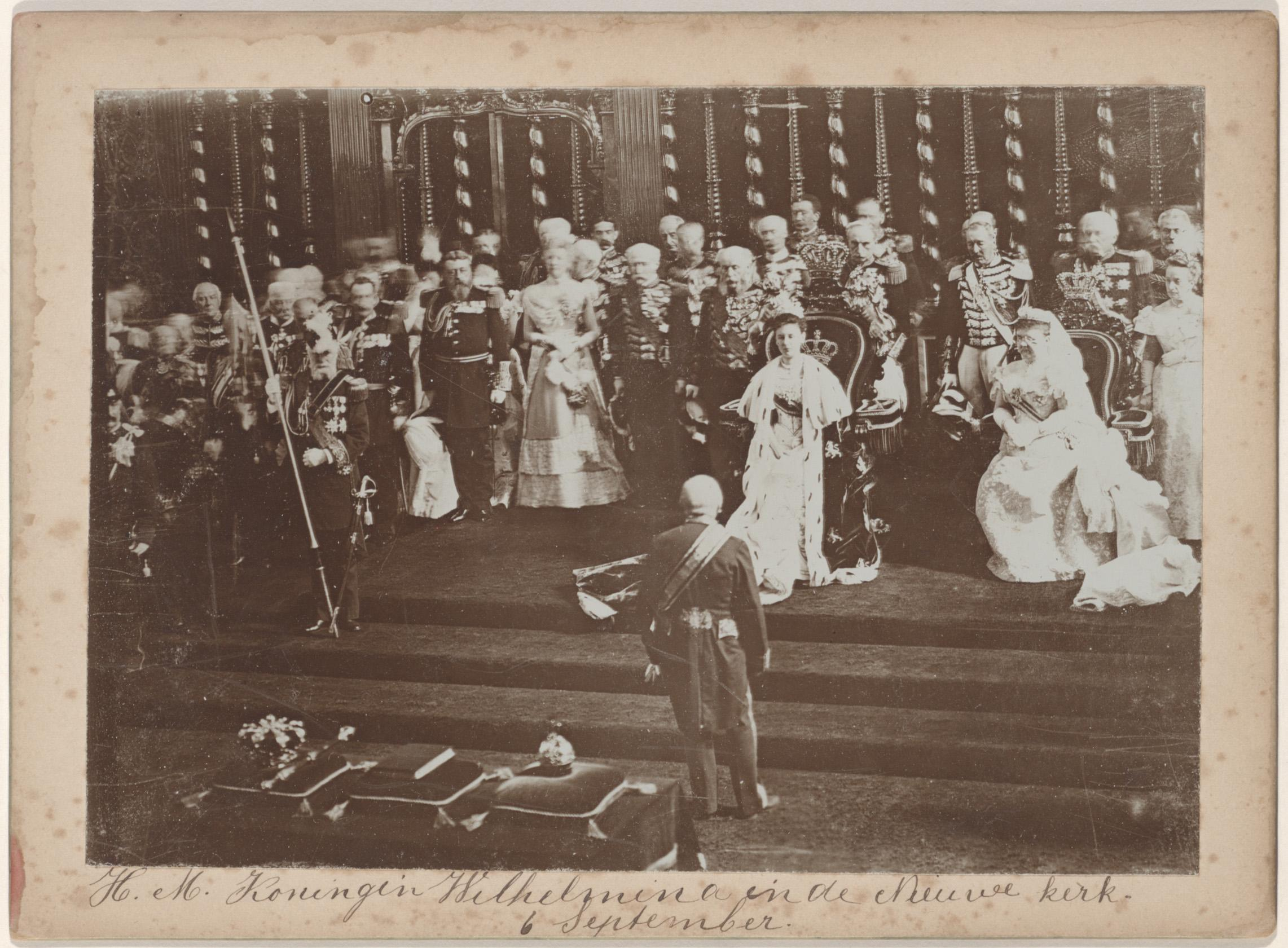
Wilhelmine, le 6 septembre 1898[19].
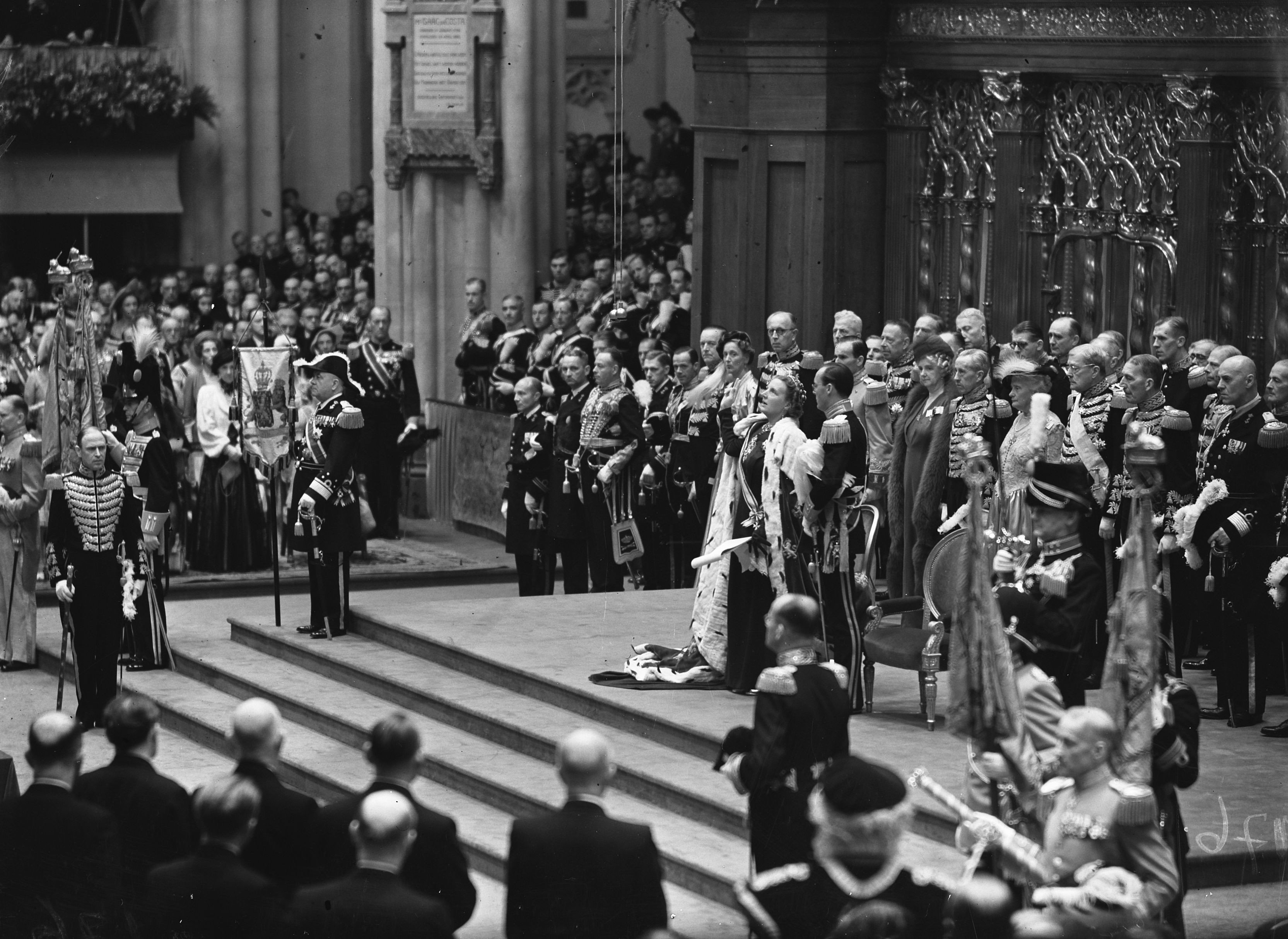
Juliana, le 6 septembre 1948[20].
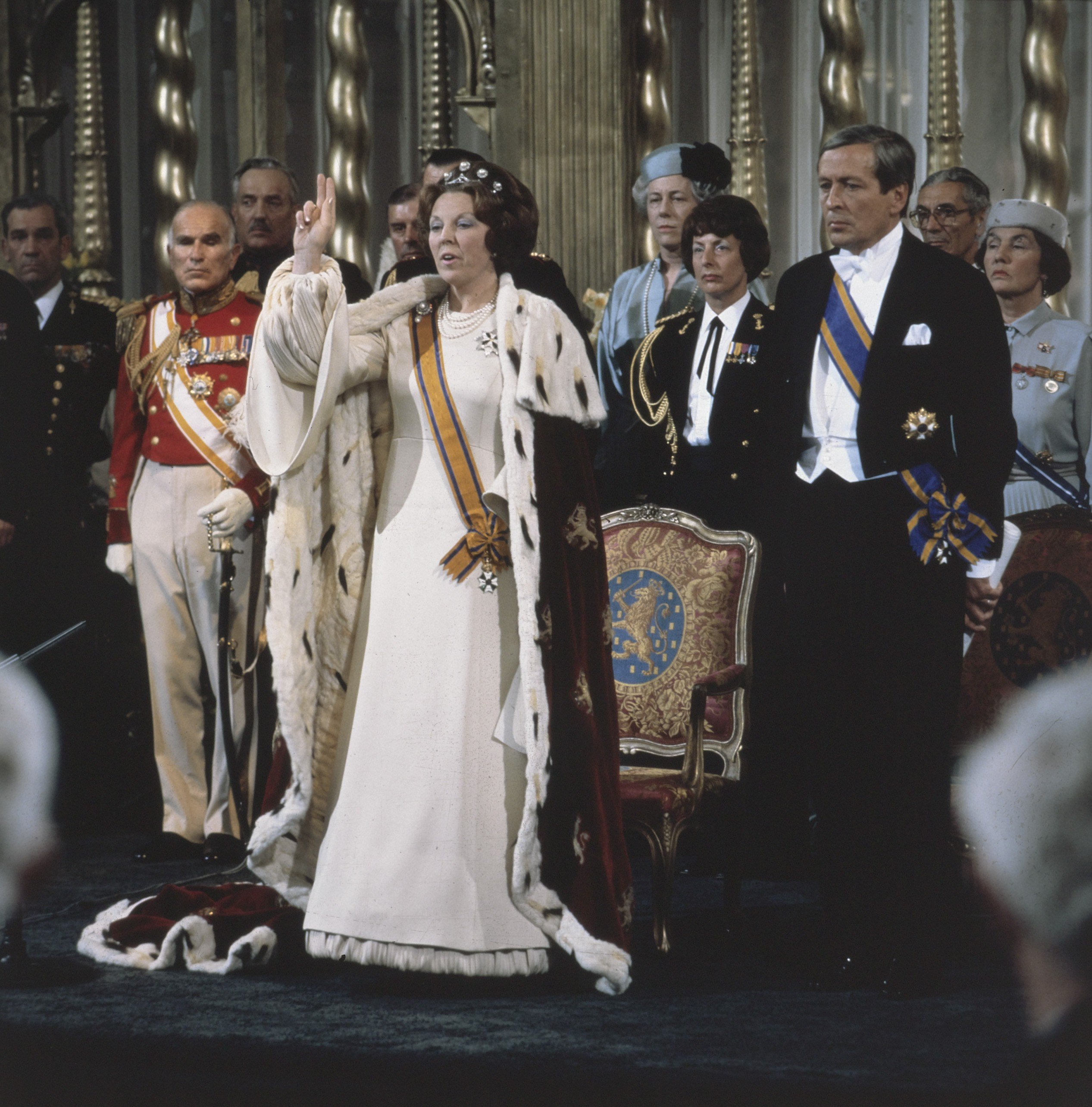
Beatrix, le 30 avril 1980[21].
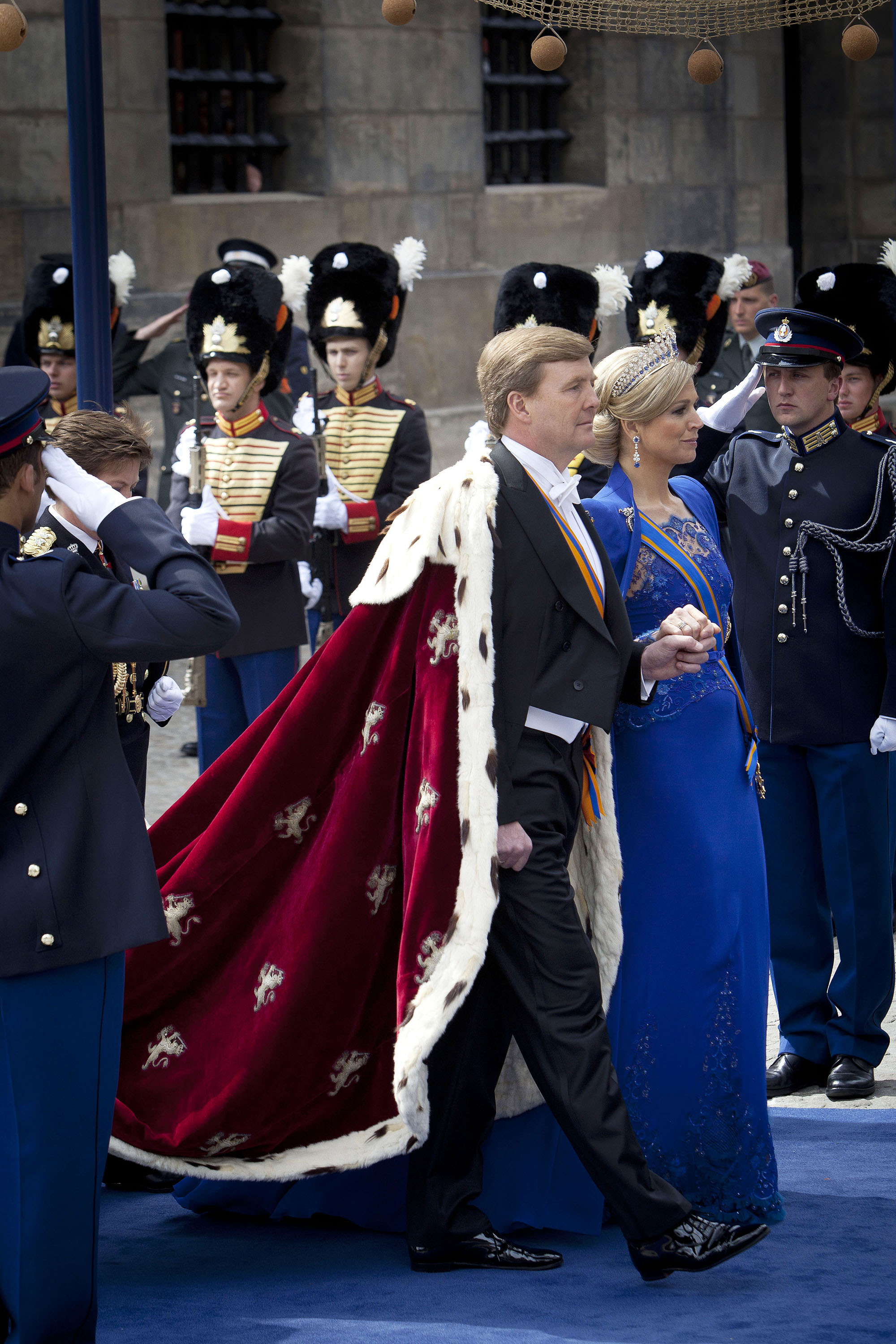
Willem-Alexander, le 30 avril 2013[22].

## Regalia

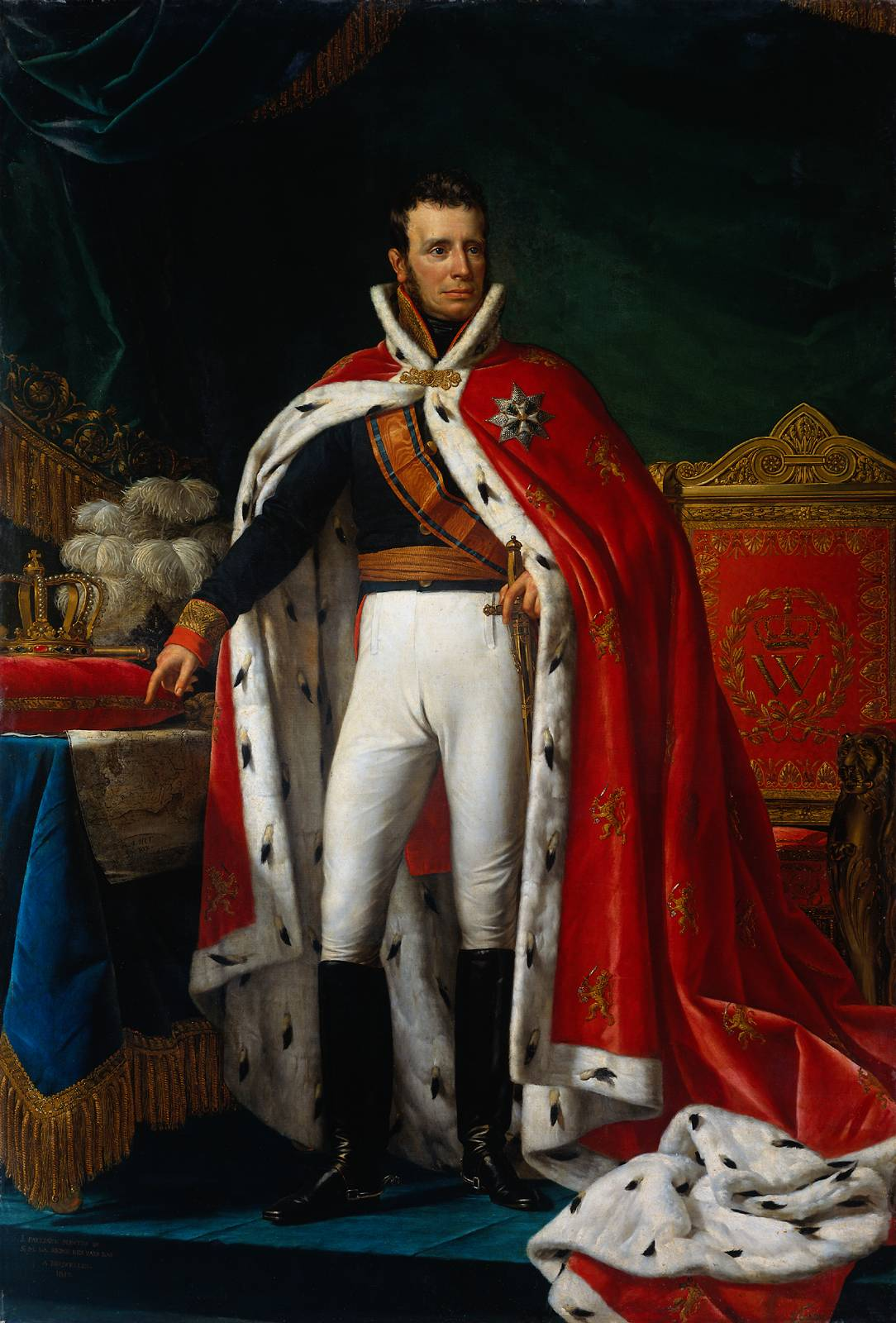
, roi des Pays-Bas, par Joseph Paelinck (1819). Certains regalia, comme la couronne, le sceptre et le manteau, sont observables.

Bien qu'utilisés dès Guillaume Ier, les regalia reçoivent leur forme actuelle pour l'investiture de Guillaume II en 1840. Contrairement aux joyaux des autres monarchies, leur valeur n'est pas très élevée car ils comportent des fausses perles et pierres précieuses. L'investiture est en principe la seule cérémonie publique où elles sont encore utilisées.
Au cours de l'investiture, les principaux regalia des Pays-Bas ne sont pas portés, mais simplement disposés sur une crédence de manière à encadrer un exemplaire de la Constitution et du Statut du Royaume, devant le fauteuil où s'installe le souverain. S'y trouvent ainsi :
- la couronne des Pays-Bas, symbole de la souveraineté et de la dignité du monarque ;
- le sceptre, représentant l'autorité du roi ;
- l'orbe, représentant le territoire sur lequel l'autorité royale est exercée.

D'autres regalia sont tenus par des officiers militaires :
- l'épée d'apparat, représentant le pouvoir royal ;
- le gonfalon, reprenant les armoiries des Pays-Bas.

Le souverain porte aussi le manteau de couronnement de Guillaume Ier (ou du moins une réplique),, fabriqué par des artisans bruxellois en 1815 à l'occasion de l'investiture royale dans cette ville. Composé de velours cramoisi et reprenant des motifs de lions néerlandais en or, le manteau supporte l'étoile de l'ordre militaire de Guillaume. Il a été confectionné par le tailleur Jean Joseph Francœur et l'orfèvre Joseph Germain Dutalis.

## Déroulement

### Accession au trône
Comme l'énonce l'article 24 de la Constitution néerlandaise, la succession est héréditaire dans la lignée des enfants légitimes de Guillaume Ier. Celui-ci est le fils de Guillaume V d'Orange-Nassau, dernier stathouder des Provinces-Unies, et son choix permettait d'appuyer la nouvelle monarchie sur des fondements historiques solides et légitimes. 
Des modifications constitutionnelles en 1963 et 1983 aboutissent à la situation actuelle, où les femmes peuvent accéder au trône sans primauté pour les descendants masculins (le titre de reine n'existe pourtant constitutionnellement toujours pas). Sont cependant exclus de la succession les héritiers mariés sans autorisation légale et ceux dont l'exclusion a été consacrée par une loi.
Le prince d'Orange (titre du prince héritier) devient roi dès la mort ou l'abdication de son prédécesseur (si celui-ci a abdiqué, ce qui est assez habituel, il perd son titre royal et redevient prince ou princesse). Il n'y a donc aucun interrègne entre deux souverains mais, s'il est mineur, le roi ne peut exercer ses prérogatives qu'une fois ses dix-huit ans atteints.
L'investiture est en réalité une tradition sans conséquences juridiques : elle n'est qu'une cérémonie formelle au cours de laquelle le roi et les parlementaires expriment leur volonté de travailler ensemble.

### Préparation de la cérémonie
L'investiture se déroule au cours d'une séance plénière des États généraux dans la Nieuwe Kerk d'Amsterdam, dans laquelle tous les souverains néerlandais ont prêté serment. Ce bâtiment est aujourd'hui un lieu d'exposition mais reste utilisé pour certains événements royaux, tels que les mariages.
La cérémonie accueille généralement de nombreux invités, qui proviennent notamment de familles royales. La tradition exige cependant qu'aucun souverain étranger n'assiste à l'investiture afin que le nouveau souverain soit, comme le demande le protocole, celui qui possède le rang le plus élevé parmi les personnes présentes.

### Séance des États généraux
La séance est ouverte par le président du Sénat, constitutionnellement président de l'assemblée des Chambres réunies. Celui-ci reçoit alors et lit aux parlementaires un message du Premier ministre, par lequel il assume prendre la responsabilité politique de l'investiture du souverain.
Sont ensuite accueillis les ministres et secrétaires d'État, les membres du Conseil d'État et les gouverneurs d'Aruba, de Curaçao et de Saint-Martin. Arrivent ensuite les membres de la famille royale, menés par l'héritier et les autres enfants du souverain.
Le couple royal quitte alors le palais royal d'Amsterdam, précédé d'une escorte militaire et de deux officiers tenant l'épée d'apparat et le gonfalon. En arrivant dans la Nieuwe Kerk, le souverain est accueilli par une délégation parlementaire de cinq membres, désignés au début de la séance.
Le roi, une fois arrivé à son fauteuil, chante avec l'assemblée l'hymne national. Il s'assied ensuite pour prononcer un discours dans lequel il exprime ses souhaits et volontés pour son règne. Enfin, il se lève pour prêter le serment suivant : 
« Ik zweer aan de volkeren van het Koninkrijk dat Ik het Statuut voor het Koninkrijk en de Grondwet steeds zal onderhouden en handhaven.
Ik zweer (beloof) dat Ik de onafhankelijkheid en het grondgebied van het Koninkrijk met al Mijn vermogen zal verdedigen en bewaren; dat Ik de vrijheid en de rechten van alle Nederlanders en alle ingezetenen zal beschermen, en tot instandhouding en bevordering van de welvaart alle middelen zal aanwenden welke de wetten Mij ter beschikking stellen, zoals een goed en getrouw Koning schuldig is te doen.

Zo waarlijk helpe Mij God almachtig! (Dat beloof Ik!) »
« Je jure aux peuples du Royaume que je maintiendrai toujours le Statut du Royaume et la Constitution.
Je jure (promets) que je maintiendrai de toutes mes forces l'indépendance et le territoire du Royaume ; que je protégerai la liberté et les droits de tous les Néerlandais et de tous les résidents, et d'utiliser tous les moyens mis à ma disposition par les lois pour préserver et promouvoir la prospérité comme un Roi bon et fidèle est tenu de le faire.

Alors aidez-moi Dieu tout puissant ! (Je le promets !) »
À sa suite, le président du Sénat prononce un discours au nom de tous les territoires autonomes et prête un serment que les parlementaires prêtent en retour à celui du souverain (lors de la dernière investiture, dix membres ont refusé de prêter un tel serment). Tous jurent ou promettent aussi de respecter la doctrine selon laquelle seuls les ministres sont responsables politiquement des actes du roi. Ce serment peut être vu comme une conséquence logique du serment de fidélité au roi prêté lors de l'entrée en fonction d'un parlementaire.
Une fois ces serments prêtés, les députés se lèvent et l'aîné des hérauts d'armes proclame l'inauguration effectuée. Le roi sorti et la famille royale partie, la séance est close par le président.

### Législation
- (nl)  Pays-Bas. « Constitution des Pays-Bas » [lire en ligne].
- (nl)  Pays-Bas. « Wet beëdiging en inhuldiging van de Koning ». (version en vigueur : 10 octobre 2010) [lire en ligne].

### Ouvrages et articles
: document utilisé comme source pour la rédaction de cet article.
- (nl) Ernst Hirsch Ballin, « Artikel 32 - Inhuldiging Koning », sur nederlandrechtsstaat (consulté le 11 février 2023).
- Jacqueline Biesheuvel-Vermeijden et Geert Jan A. Hamilton, Le Roi au Parlement : l'investiture d'un nouveau roi aux Pays-Bas, Genève, Association des Secrétaires généraux de Parlement, 2013.
- (en) Gita Deneckere, « Continuity and Discontinuity of the Constitutional Monarchy from a Transnational Perspective : The Netherlands-Belgium (1815-1831) », Low Countries Historical Review, vol. 130-4,‎ 2015 (lire en ligne).
- (en) Robert Hazell et Bob Morris, The Role of Monarchy in Modern Democracy : European Monarchies compared, New York, Hart Studies in Comparative Public Law, 2020.
- (en) André Wierdsma, « The meaning of a State ceremony: The Inauguration (1814-1980) as Ritual of Civil Religion in the Nederlands », Sociologica Neerlandica,‎ 1980.